# Монти-Алегри (Пара)

Монти-Алегри на карте штата.

Монти-Алегри (порт. Monte Alegre) — муниципалитет в Бразилии, входит в штат Пара. Составная часть мезорегиона Байшу-Амазонас. Входит в экономико-статистический микрорегион Сантарен. Население составляет  55 462 человек на 2010 год. Занимает площадь 18 152,560 км². Плотность населения — 3,06 чел./км².

## Демография
Согласно сведениям, собранным в ходе переписи 2010 г. Национальным институтом географии и статистики (IBGE), население муниципалитета составляет:
| Полное население                               | Полное население                               | Полное население                               | Полное население                               | 55 462 |
| ---------------------------------------------- | ---------------------------------------------- | ---------------------------------------------- | ---------------------------------------------- | ------ |
| в том числе:                                   | Городское население                            | 24 565                                         | Процент городского населения, %                | 44,29  |
|                                                | Сельское население                             | 30 897                                         | Процент сельского населения, %                 | 55,71  |
|                                                | Мужское население                              | 28 508                                         | Процент мужского населения, %                  | 51,40  |
|                                                | Женское население                              | 26 954                                         | Процент женского населения, %                  | 48,60  |
| Плотность населения, чел/км²                   | Плотность населения, чел/км²                   | Плотность населения, чел/км²                   | Плотность населения, чел/км²                   | 3,06   |
| Население муниципалитета в % к населению штата | Население муниципалитета в % к населению штата | Население муниципалитета в % к населению штата | Население муниципалитета в % к населению штата | 0,73   |

По данным оценки 2015 года население муниципалитета составляет 56 312 жителей.

## Статистика
- Валовой внутренний продукт на 2003 год составляет 197 342 126,00 реалов (данные: Бразильский институт географии и статистики).
- Валовой внутренний продукт на душу населения на 2003 год составляет 3051,43 реалов (данные: Бразильский институт географии и статистики).
- Индекс развития человеческого потенциала на 2000 год составляет 0,690 (данные: Программа развития ООН).

## Важнейшие населенные пункты
| № | Населённый пункт       | Населённый пункт (порт.) | Категория | Население чел. (2010) | На карте                       |
| - | ---------------------- | ------------------------ | --------- | --------------------- | ------------------------------ |
| 1 | Монти-Алегри           | Monte Alegre             | город     | 24 565                | 2°00′00″ ю. ш. 54°04′21″ з. д. |
| 2 | Лиман                  | Limão                    | поселок   | 1521                  | 1°37′07″ ю. ш. 53°57′40″ з. д. |
| 3 | Инглес-ди-Соуза        | Inglês de Souza          | поселок   | 1102                  | 1°56′38″ ю. ш. 54°12′54″ з. д. |
| 4 | Парико                 | Paricó                   | поселок   | 556                   | 1°59′44″ ю. ш. 54°02′19″ з. д. |
| 5 | Сан-Диогу              | São Diogo                | поселок   | 497                   | 2°07′02″ ю. ш. 54°13′24″ з. д. |
| 6 | Кусару                 | Cuçaru                   | поселок   | 362                   | 2°07′03″ ю. ш. 54°12′12″ з. д. |
| 7 | Мулата                 | Mulata                   | поселок   | 266                   | 1°43′52″ ю. ш. 54°00′17″ з. д. |
| 8 | Жакарекапа             | Jacarécapa               | поселок   | 184                   | 2°11′47″ ю. ш. 54°22′25″ з. д. |
| 9 | Агуа-Бранка-ду-Паулину | Água Branca do Paulino   | поселок   | 152                   | 1°34′15″ ю. ш. 53°54′06″ з. д. |